# Idolatteria
Idolatteria is een geslacht van vlinders van de familie bladrollers (Tortricidae), uit de onderfamilie Tortricinae.

## Soorten
- I. cantharopisca Obraztsov, 1966
- I. fasciata Obraztsov, 1966
- I. maon (Druce, 1901)
- I. mydros Obraztsov, 1966
- I. orgias (Meyrick, 1930)
- I. pyropis Walsingham, 1914
- I. simulatrix Walsingham, 1913
- I. xanthocapna (Meyrick, 1930)